# Tereza Hladíková
Tereza Hladíková (ur. 14 kwietnia 1988 w Valašské Meziříčí) – czeska tenisistka.
Pierwszy kontakt z zawodowym tenisem miała w wieku czternastu lat, w 2002 roku, w rodzinnym mieście Valašské Meziříčí, gdzie zagrała jeden mecz w kwalifikacjach do niewielkiego turnieju ITF. Rok później na tym samym turnieju, występując z dziką kartą, dotarła do ćwierćfinału gry podwójnej a w następnym roku osiągnęła półfinał gry podwójnej w Starych Splavach. W turnieju głównym singla zagrała po raz pierwszy w 2005 roku, też w Starych Splavach, dochodząc w nim do drugiej rundy.
Przełomowym w karierze okazał się rok 2007. W lutym wygrała kwalifikacje do turnieju w Pradze i fazie głównej dotarła aż do półfinału, w którym pokonana została przez Petrę Kvitovą. W marcu, najpierw wygrała turniej deblowy w Ramat ha-Szaron, w parze z Martiną Ondráčkovą, a potem w Ra’anannie osiągnęła finał singla. Na początku sierpnia, tym razem w parze z Simoną Dobrą, wygrała swój drugi turniej deblowy w Bad Saulgau, a dwa tygodnie później osiągnęła finał gry singlowej w Mariborze, pokonując w poprzednich rundach takie zawodniczki jak Liana Ungur czy Michaela Paštiková. W finale spotkała się z Poloną Hercog, ale z powodu kontuzji musiała poddać mecz w trzecim secie. W sumie w czasie swojej kariery wygrała dwa turnieje singlowe i dziesięć deblowych rangi ITF.
We wrześniu 2007 roku wystąpiła po raz pierwszy w eliminacjach do turnieju WTA w Portorožu, ale przegrała w pierwszej rundzie z Nathalie Viérin. Po raz drugi w rozgrywkach tej rangi stanęła w kwietniu 2008 roku w Pradze, gdzie tym razem wygrała pierwsza rundę kwalifikacji pokonując Alicję Rosolską, ale przegrała drugą z Alicią Molik. Największy sukces w karierze osiągnęła na turnieju w Bad Gastein, w lipcu 2008 roku. Najpierw wygrała kwalifikacje, pokonując takie zawodniczki jak Jewgenija Sawrańska i Anastasija Sevastova, a potem, w turnieju głównym, osiągnęła ćwierćfinał pokonując Nurię Llagostera Vives i Karolinę Šprem. Rok później, ponownie wygrała kwalifikacje na tym samym turnieju, pokonując między innymi Zuzanę Ondráškovą, a w turnieju głównym osiągnęła drugą rundę pokonując w pierwszej Melanie Klaffner.
W 2009 roku zagrała też w kwalifikacjach do trzech turniejów wielkoszlemowych, ale za każdym razem kończyła na pierwszej rundzie tych kwalifikacji.
Najwyższy ranking w karierze, miejsce 186, osiągnęła 4 maja 2009 roku.

## Wygrane turnieje rangi ITF
| turnieje z pulą nagród 100 000 $ |
| turnieje z pulą nagród 75 000 $  |
| turnieje z pulą nagród 50 000 $  |
| turnieje z pulą nagród 25 000 $  |
| turnieje z pulą nagród 15 000 $  |
| turnieje z pulą nagród 10 000 $  |

### Gra pojedyncza
|    | Data       | Turniej     | Kat. | ($)    | Naw.   | Finalistka      | Wynik    |
| 1. | 14/12/2008 | Przerów     | ITF  | 25 000 | twarda | Ana Savić       | 6:4, 7:5 |
| 2. | 05/11/2011 | Montego Bay | ITF  | 10 000 | twarda | Kelsey Laurente | 6:3, 7:5 |